# Fredrik Marinus Kruseman
Fredrik Marinus Kruseman (Haarlem, 12 juli 1816 – Sint-Gillis, 25 mei 1882) was een Nederlandse kunstschilder.

## Opleiding
Fredrik Marinus Kruseman is geboren als vierde zoon van Philip Benjamin Kruseman (1781-1842) en Jacoba Mooij. Hij kreeg zijn eerste tekenlessen van Jan Reekers (1790 - 1858) en bezocht in 1832 -1833 de Stadsteekenschool in Haarlem. In 1833 kreeg Kruseman schilderlessen van Nicolaas Johannes Roosenboom (1805 - 1880) en in 1835 verhuisde hij naar het Gooi waar hij zich verder bekwaamde bij Jan van Ravenswaay (1789 - 1869). Ook volgde hij onderwijs bij de romantische landschapsschilder Barend Cornelis Koekkoek in Kleef.

## Omzwervingen
Na een kort verblijf in Haarlem vertrok hij naar Kleef, Duitsland, waar hij verschillende landschappen schilderde en advies kreeg van Barend Cornelis Koekkoek (1803 - 1862), alvorens in 1839 naar zijn geboortestad terug te keren. In 1841 vertrok hij naar Brussel waar hij, afgezien van een viermaands verblijf in Parijs, verbleef tot 1852, het jaar waarin hij naar Haarlem terugkeerde. In 1856 keerde hij terug naar België waar hij tot zijn dood in 1882 is blijven wonen.

## Werk
Fredrik Marinus Kruseman is vooral bekend voor zijn romantische landschappen. In zijn hele oeuvre, dat wordt geschat op 300 - 350 schilderijen, zijn slechts 3 stillevens bekend. De rest bestaat uit landschappen. Verder heeft hij een groot aantal tekeningen gemaakt. Werken van Fredrik Marinus Kruseman werden van 9 december 2000 tot 18 februari 2001 in Museum Het Valkhof te Nijmegen tentoongesteld als onderdeel van de expositie Heerlijke natuurtoneelen: Romantische landschapschilders in Beek en Ubbergen 1810-1860.

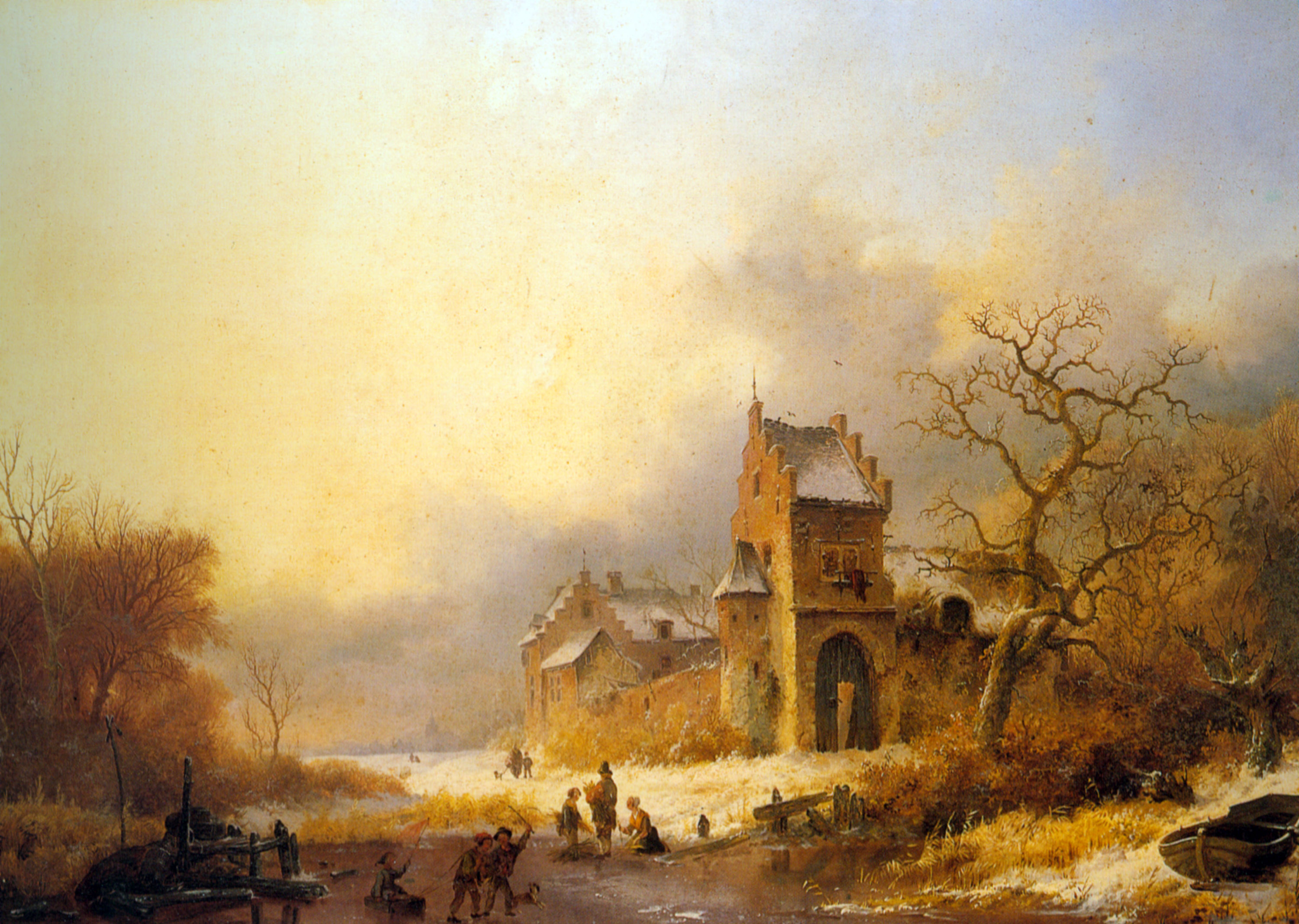
Figuren op een bevroren rivier in een winterlandschap, 1849
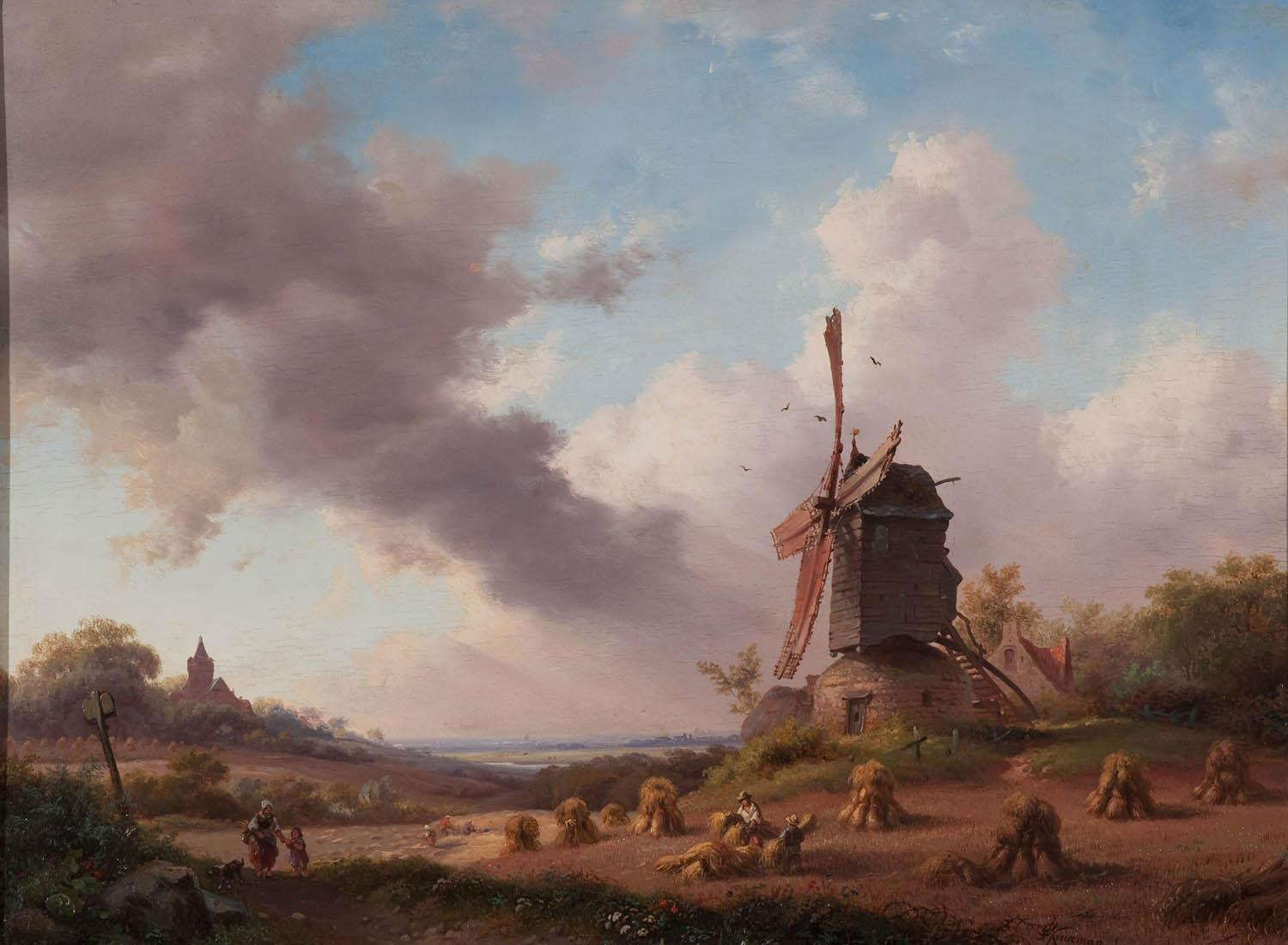
Oogstmaand, 1850
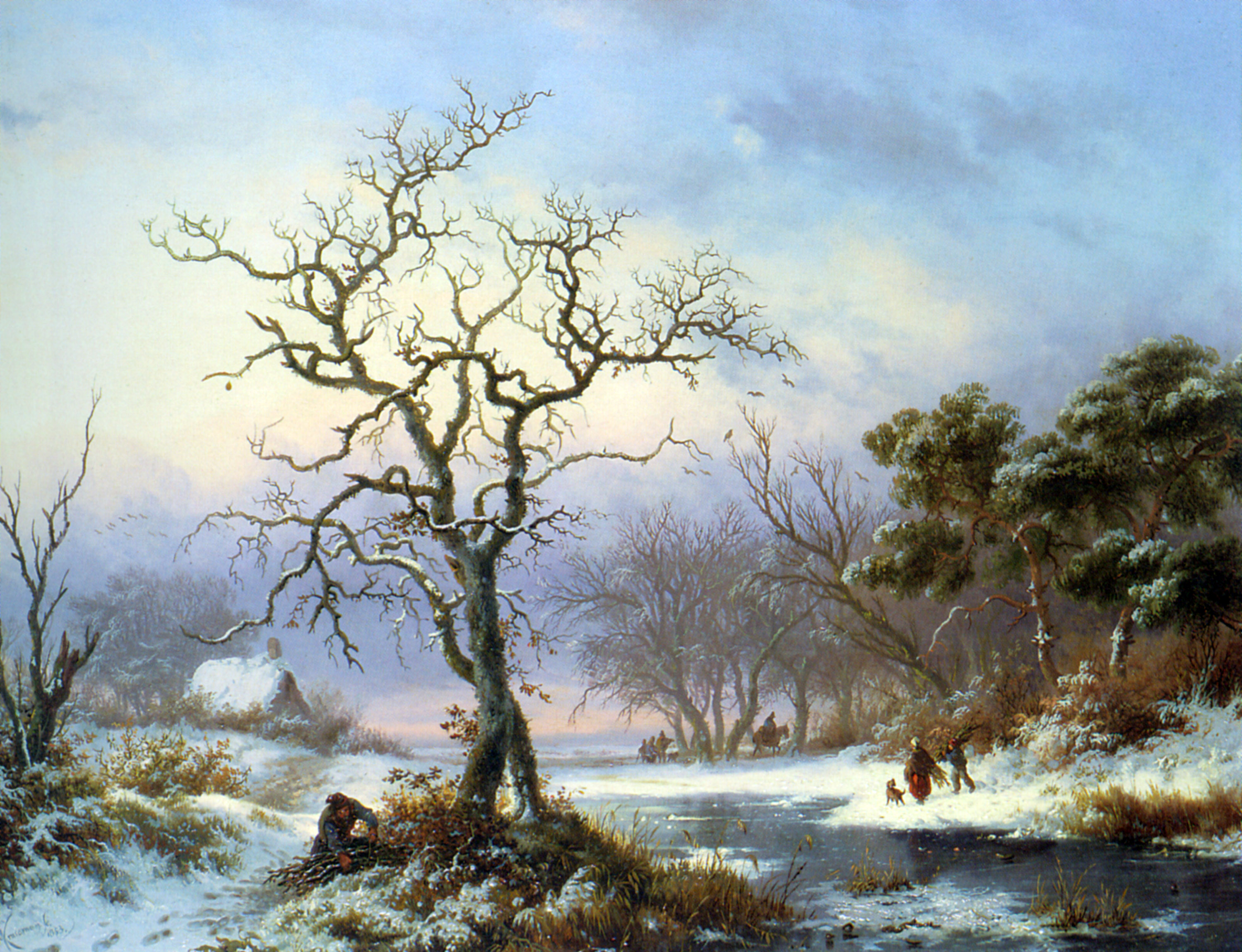
Verzamelaars van takkenbossen in een winterlandschap, 1853
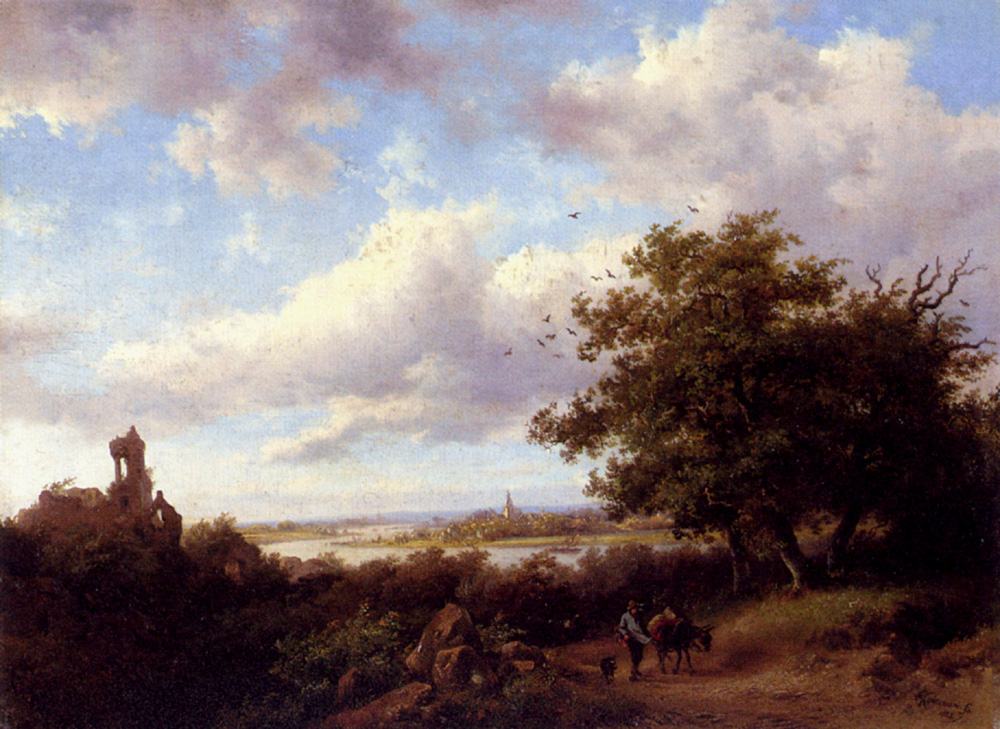
Stormachtig zomerlandschap, 1855
Winterpret op het ijs, 1879
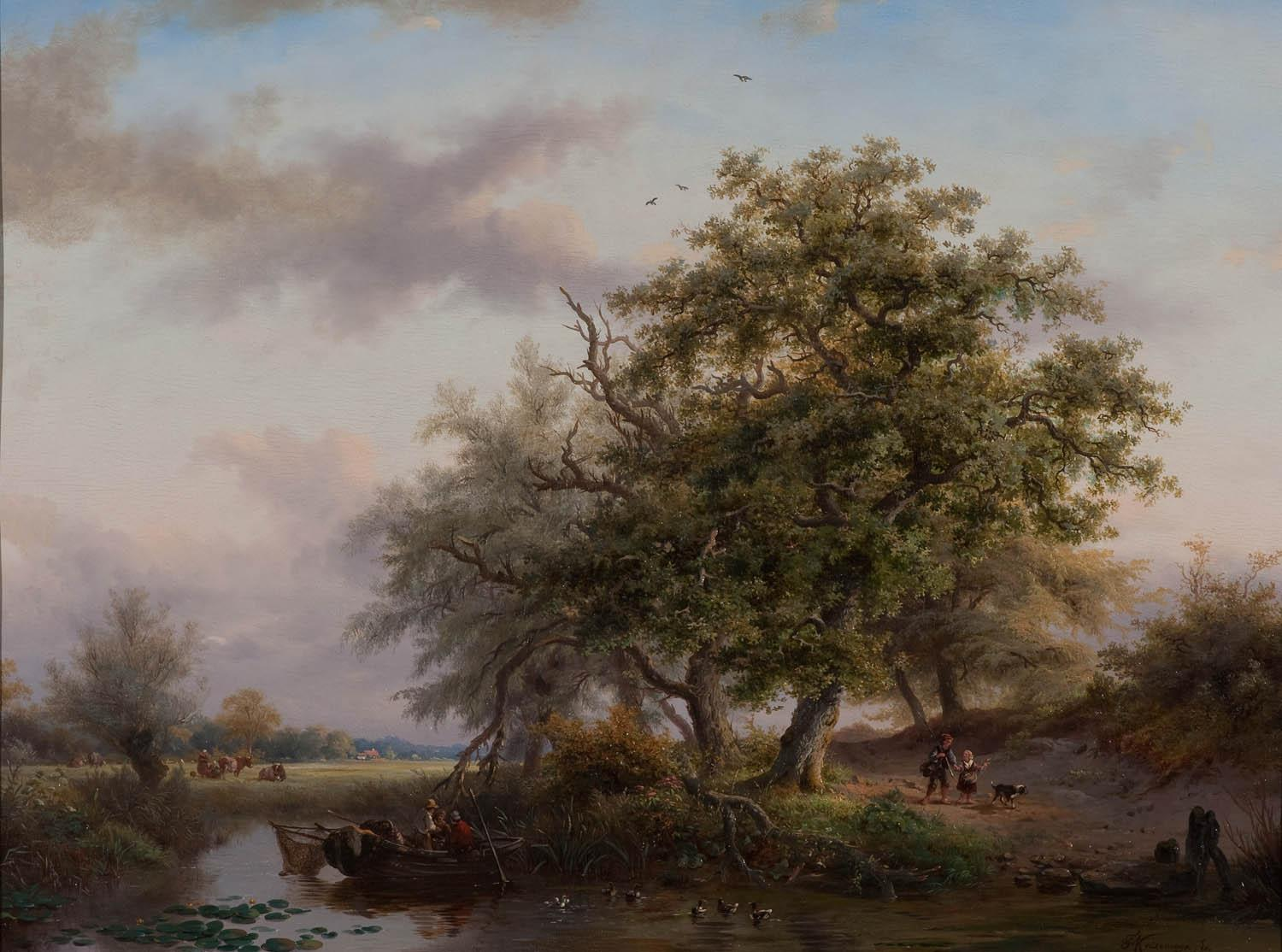
Zomerlandschap met vissersbootje op vijver